# Molí d'en Fogueroles
El Molí d'en Fogueroles és una obra de Breda (Selva) inclosa a l'Inventari del Patrimoni Arquitectònic de Catalunya.

## Descripció
Masia situada al trencall a la dreta de la sortida del nucli, direcció Viabrea, darrere de Can Hosta.
Consta de planta baixa i pis, i tres cossos ben diferenciats. El cos de la dreta té façana arrebossada i coberta a un vessant amb teula àrab. Porta dovellada i quatre finestres, tres d'elles amb llinda de pedra i marc amb carreus escairats. Sota la finestra de la part esquerra, del pis superior, hi ha gravades unes petites incisions indesxifrables.
A la part esquerra, hi ha un cos (una torre) amb planta baixa i dos pisos, i un altre cos de planta baixa. La seva coberta és a doble vessant. En aquesta zona es fa molt patent la restauració que es va dur a terme l'any 1995, poc després d'un incendi. La façana és en pedra en el primer i segon pis, i a la planta baixa i al cos annex, és arrebossada, i amb algunes pedres rierenques saltejades. Les finestres tenen una llinda de maó.

## Història
El molí d'en Fogueroles està documentat des del 1317.
Tenim notícies del Sr. Antoni Fogueroles, que possiblement fou l'amo del mas, l'any 1640, però la masia no està datada fins al 1735, quan apareix en un cens oficial. L'habitatge prengué el nom del seu propietari i, es deia “Molí d'en Fogueroles” perquè abans hi havia hagut un molí.